# روبين سكوت
روبين سكوت (بالإنجليزية: Robyn Scott)‏ هي صحفية نيوزيلندية، ولدت في 9 يناير 1981 في المملكة المتحدة.

## وصلات خارجية
- الموقع الرسمي